# 岩崎哲也 (音楽家)
岩崎哲也（いわさきてつや、1990年11月7日 - ）は、日本の音楽プロデューサー、作詞家、作曲家、編曲家。兵庫県赤穂市出身。

## 来歴
2015年にRev.from DVLへの楽曲提供で作曲家デビュー。作曲家として活動する他、制作ディレクターやレコーディングエンジニア、ミキシングエンジニアとしても活動。2017年にソニーミュージックに入社。Tani Yuuki、KANA-BOON、Lenny code fiction、レイニ、すりぃ、Chinozo、小玉ひかり、みきまりあ、ぷらそにかなどを担当。2025年に株式会社LUBEを設立。

## 主な作編曲作品
アーティスト
- ＝LOVE
  - 海とレモンティー（作曲、編曲）
- 乃木坂46
  - 誰よりそばにいたい（作曲）
- AKB48（渡辺麻友 卒業ソング）
  - サヨナラで終わるわけじゃない（作曲）
- Rev.from DVL
  - 君を見つけたあの日から僕の想いは一つだけ（作詞、作曲）
  - スマイル・ジャンプ（作詞、作曲）
  - 夢見るだけより（作詞、作曲）
- アルスマグナ
  - 旅立つ君へ（作曲、編曲）
  - Eureka moment（作曲）
  - 未来ツナグ（編曲）
  - SUTEKI☆MUTEKI（編曲）

- CLEAR'S
  - MAGIC RAIONBOW（作詞、作曲、編曲）
- WEBER
  - 雨上がりのキミとボク -ver1.6-（編曲）
- 小玉ひかり
  - more (feat. Tani Yuuki)（編曲）
  - 星の涙（編曲）
  - Alive（編曲）
- 成田あより
  - 泡沫に咲く（編曲）
- みきまりあ
  - レニ（編曲）
  - ナチュラルに愛して。（編曲）
  - ピーチネクター（編曲）
- anewhite
  - 最高の復讐（編曲）
- BEE SHUFFLE
  - Boys☆BEE☆AmbiSHUFFLE（作曲、編曲）
  - aGAIN（作曲）